# Distrikt Coris
Der Distrikt Coris liegt in der Provinz Aija in der Region Ancash in West-Peru. Der Distrikt wurde am 10. Februar 1922 gegründet. Er besitzt eine Fläche von 259 km². Beim Zensus 2017 wurden 1719 Einwohner gezählt. Im Jahr 1993 lag die Einwohnerzahl bei 1945, im Jahr 2007 bei 2121. Die Distriktverwaltung befindet sich in der 2890 m hoch gelegenen Ortschaft Coris mit 417 Einwohnern (Stand 2017). Coris befindet sich 13 km westsüdwestlich der Provinzhauptstadt Aija.

## Geographische Lage
Der Distrikt Coris liegt im Westen der Cordillera Negra im äußersten Westen der Provinz Aija. Der Río Aija, Oberlauf des Río Huarmey, fließt entlang der südlichen Distriktgrenze nach Westen.
Der Distrikt Coris grenzt im Südosten an den Distrikt Huayán, im Südwesten an die Distrikte Huarmey und Culebras (alle drei vorgenannten Distrikte liegen in der Provinz Huarmey), im Norden an die Distrikte Huanchay und La Liberted (beide in der Provinz Huaraz) sowie im Osten an die Distrikte La Merced, Aija, Huacclán und Succha.